# Stokes (jednostka)
Stokes (St) – jednostka lepkości kinematycznej w układzie jednostek miar CGS. Jej nazwa pochodzi od nazwiska irlandzkiego fizyka i matematyka George'a Gabriela Stokesa.
1 St = 1 cm2/s
W układzie SI analogiczną jednostką jest m²/s
1 St = 10-4 m²/s